# Електрометалургійний завод у Шуайбі (Kuwait Steel)
Електрометалургійний завод у Шуайбі (Kuwait Steel) — підприємство чорної металургії Кувейту, яке діє в індустріальній зоні Шуайба та належить компанії Kuwait Steel.
У 1996 році була заснована компанія United Steel Industrial Company, також відома як Kuwait Steel та Unisteel. Її створили приватні кувейтські інвестори, що отримали 51 % участі, та іранська National Iranian Steel Company (NISCO), яка в цьому випадку діє через Ahwaz Steel Commercial and Technical Services (за іншими даними, NISCO представляли дві її інші дочірні структури — Khuzestan Steel та Mobarakeh Steel).
Виробнича діяльність Kuwait Steel почалась із запуску в 2003-му прокатного виробництва річною потужністю 330 тисяч тонн будівельної арматури, яке після ряду модернізацій досягнуло показника у 750 тисяч тонн.
У 2010-му Kuwait Steel викупила розташований у тій же індустріальній зоні прокатний майданчик, що міг продукувати 150 тисяч тонн будівельної арматури на рік. Згодом його потужність також істотно збільшили та довели до 650 тисяч тонн, так що загальний річний показник United Steel Industrial досягнув 1,4 млн тонн.
Необхідну для роботи прокатного виробництва сортову заготовку первісно в повному обсязі отримували від інших підприємств, так, для забезпечення першого прокатного стану іранська Khuzestan Steel зобов'язалась постачати 26 тисяч тонн заготовки на місяць. Нарешті в 2011-му в Шуайбі ввели в дію сталеплавильне виробництво потужністю 1,2 млн тонн на рік. Його основне обладнання становить електродугова піч ємністю 120 тонн, а також піч-ківш та машина безперервного виливу. Спершу піч була розрахована на використання заліза прямого відновлення, проте згодом пройшла модернізацію, що дозволила споживати до 80 % брухту.
Для забезпечення сталеплавильного заводу флюсами у 2020-му запустили виробництво вапняку та доломіту річною потужністю 119 тисяч тонн.